# Cinco de Febrero, Veracruz
Cinco de Febrero är en ort i Mexiko.   Den ligger i kommunen Álamo Temapache och delstaten Veracruz, i den sydöstra delen av landet, 220 km nordost om huvudstaden Mexico City. Cinco de Febrero ligger 63 meter över havet och antalet invånare är 102.
Terrängen runt Cinco de Febrero är huvudsakligen platt, men västerut är den kuperad. Runt Cinco de Febrero är det ganska tätbefolkat, med 65 invånare per kvadratkilometer. Närmaste större samhälle är Álamo, 6,0 km nordost om Cinco de Febrero. Trakten runt Cinco de Febrero består till största delen av jordbruksmark.